# Hugo Villaverde
Hugo Eduardo Villaverde (* 27. Januar 1954 in Santa Fe; † 17. November 2024) war ein argentinischer Fußballspieler. Er hält mit 426 Spielen den argentinischen Rekord für die meisten Erstligaspiele ohne Torerfolg.

## Karriere

### Verein
Villaverde begann seine Profikarriere 1973 in seiner Heimatstadt Santa Fe beim CA Colón. 1976 wechselte er zum CA Independiente, mit dem er vier argentinische Meisterschaften sowie je einmal die Copa Interamericana, die Copa Libertadores und den Weltpokal gewann. In insgesamt 426 Erstligaspielen für Colón und Independiente gelang Villaverde kein einziger Treffer.

### Nationalmannschaft
Villaverde debütierte im Rahmen der Europatournee 1979 im Länderspiel gegen Bulgarien in der argentinischen Nationalmannschaft. Beim 3:1-Sieg über Schottland im Glasgower Hampden Park am 2. Juni 1979, bei dem Diego Maradona sein erstes Länderspieltor für Argentinien erzielte, erlitt Villaverde nach 21 Spielminuten eine schwere Verletzung, die ihn für mehrere Monate außer Gefecht setzte.

## Privates
Villaverdes Neffe Alejandro „Papu“ Gómez ist ebenfalls argentinischer Nationalspieler und wurde 2022 mit der argentinischen Nationalmannschaft Weltmeister.

## Erfolge
- Argentinischer Meister: 1977, 1978 (Nacional), 1983 (Metropolitano), 1989
- Copa Interamericana: 1976
- Copa Libertadores: 1984
- Weltpokal: 1984